# Technomyrmex andrei
Technomyrmex andrei é uma espécie de formiga do gênero Technomyrmex.